# Pere
Pere là một thị trấn thuộc hạt Borsod-Abaúj-Zemplén, Hungary. Thị trấn này có diện tích 9,56 km², dân số năm 2010 là 356 người, mật độ 37 người/km².